# Antonio Lussich

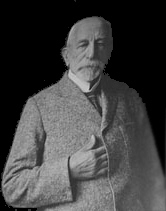
Antonio Lussich

Antonio Dionisio Lussich Griffo (* 23. Juni 1848 in Montevideo; † 5. Juni 1928 ebenda) war ein uruguayischer Reeder, Botaniker und Literat.
Antonio Lussich kam in Montevideo als Sohn Felipe Lussichs zur Welt. Bis zu seinem 14. Lebensjahr besuchte Lussich, der fünf Sprachen fließend sprach, das Colegio Alemán. Den Blancos zugehörig, gehörte er als Soldat 1870 den Reihen der von Timoteo Aparicio gegen die Regierung Lorenzo Batlles geführten Truppen an. Zwei Jahre später nahm er an der Revolución Tricolor teil. 1879 erfolgte die Heirat mit Angela Portillo. Aus der Ehe gingen 9 Töchter und ein Sohn hervor. Nach dem Tod des Vaters im Jahr 1889 übernahm er gemeinsam mit seinem Bruder Manuel Lussich das väterliche Unternehmen. Die beiden zahlten die übrigen Brüder aus, so dass Antonio fortan 60 Prozent und Manuel 40 Prozent dieser Reederei besaßen. 1882 bestand die zugehörige Schiffsflotte bereits aus 15 Schonern, Schaluppen, Ketschen und mit dem Plata gehörte auch ein erster Dampfer dazu. Das Unternehmen wuchs in den folgenden Jahren enorm und bald gehörten bereits andere Dampfschiffe, wie die Emperor, Atlantico, Huracan und Powerful zum Bestand. Zudem schuf man einen Rettungsdienst auf dem Río de la Plata, dem zahlreiche Schiffbrüchige ihr Leben verdankten. Diese Flota Gris de Lussich erlangte daraufhin weltweite Berühmtheit. Lussich persönlich wurde in diesem Zusammenhang beispielsweise vom englischen Konsul mit einer Goldmedaille für seine Verdienste ausgezeichnet.
Auch als Dichter tat sich Lussich hervor. So stammen aus seiner Feder etwa die Gedichte Los Tres Gauchos Orientales, das er im Juni 1872 in Buenos Aires verfasste, und das ein Jahr später entstandene El Matrero Luciano Santos.
Am 5. Oktober 1896 erwarb Antonio Lussich etwa hundert Kilometer östlich von Montevideo in Punta Ballena nahe der Küste des Río de la Plata 1.500 Hektar Land. Hier errichtete er mit dem Arboretum Lussich, ein Botanischer Garten von außerordentlicher Größe und Vielfalt, sein Lebenswerk. In diesem wurde er nach seinem Tod auf eigenen Wunsch auch beerdigt.
Nach ihm ist die Lussich Cove benannt, eine Bucht von King George Island im Archipel der Südlichen Shetlandinseln in der Antarktis.